# 3e Bureau
 (août 2025).
Motif : Est-ce que ce label dispose de sources centrées, justifiant un article à part ?
- Archive Wikiwix
- Bing
- Cairn
- DuckDuckGo
- E. Universalis
- Gallica
- Google
- G. Books
- G. News
- G. Scholar
- Persée
- Qwant
- (zh) Baidu
- (ru) Yandex
- (wd) trouver des œuvres sur Wikidata

| 1. | Préciser le motif de la pose du bandeau. | Précisez le motif de la pose du bandeau en utilisant la syntaxe suivante : {{admissibilité à vérifier\|date=août 2025\|motif=remplacez ce texte par le motif}}                 |
| 2. | Informer les utilisateurs concernés.     | Pensez à avertir le créateur de l'article, par exemple, en insérant le code ci-dessous sur sa page de discussion : {{subst:avertissement admissibilité à vérifier\|3e Bureau}} |

3e Bureau est un label de production musicale dédié au développement d’artistes. 

## Historique
Il couvre les styles de musique électro, hip-hop, chanson ou rock ou plus récemment rap, avec des artistes comme Orelsan, Suzane, le groupe Brigitte ou plus récemment le chanteur Maxence. C’est une filiale du groupe Wagram Music.